# Saudi Hawks
Die Saudi Hawks (arabisch الصقور السعودية, DMG aṣ-Ṣuqūr as-saʿūdīya ‚die saudischen Falken‘) sind ein mit BAE Hawk ausgestattetes Kunstflugteam der Royal Saudi Air Force.
Das Team wurde am 6. Juni 1998 auf der King Abdulaziz Air Base (Dhahran), wo die No. 88 Squadron beheimatet ist, von General Abdulaziz Henaidy, Generalstabschef der Royal Saudi Air Force und von Prinz Sultan Bin Abdulaziz (Minister für Verteidigung und Luftfahrt), offiziell gegründet. Das Kunstflugteam trägt den offiziellen Namen Saudi Hawks Aerobatic Team. Das Team fliegt sechs BAE Hawk Mk.65 und 65A-Jet-Trainer. Es ist das offizielle Demonstrations-Team der Royal Saudi Air Force (RSAF).
Die Hawks debütierten im Januar 1999 in Riad, der Hauptstadt der saudischen Königreichs, als Teil des 100. Geburtstag Saudi-Arabiens. Sechs mit Rauchanlagen ausgerüstete BAE Hawk Mk.65A und drei Mk.65s (alle von BAE Systems modifiziert) werden dem Team zugeordnet. Sie haben eine auffällige grüne und weiße Farbgebung, die die Nationalfarben des Landes wiedergeben. Im Februar 2000 erfolgte die erste Vorführung außerhalb ihres Heimatlandes in Bahrain. Bald darauf zog das Team und die verschiedenen Hawk-Staffeln der Royal Saudi Air Force zur King Faisal Air Base (Tabuk) im Nordwesten von Saudi-Arabien.
Das Team hat viele Gemeinsamkeiten mit den Red Arrows der Royal Air Force aufgrund der Flugzeuge. Aber auch weil sich Ex-Red Arrows Personal an der Ausbildung der Mannschaft beteiligt.
Vom Juni 2002 an tourte das Team für vier Monate durch das Saudische Königreich und zeigte seinen Vorführungen bei zivilen und militärischen Shows. Das Team hatte seine erste Vorführung in Europa bei der AirPower11 in Zeltweg.
Im Juli 2011 war das Team zum ersten Mal in Großbritannien. Die für den ersten Tag des Royal International Air Tattoo geplante Vorführung wurde wetterbedingt abgesagt, aber sie flogen eine Vorführung am folgenden Tag.
Im Juni 2014 boten die Saudi Hawks auf der Kavala AirSea Show in Kavala (Griechenland) ihre Vorführung.
Im September 2017 nahmen die Saudi Hawks an den NATO-Tagen im tschechischen Ostrava teil. Wetterbedingt konnten sie allerdings ihre Vorführung während der eigentlichen Veranstaltung nicht durchführen.